# 데이비드 데이비스

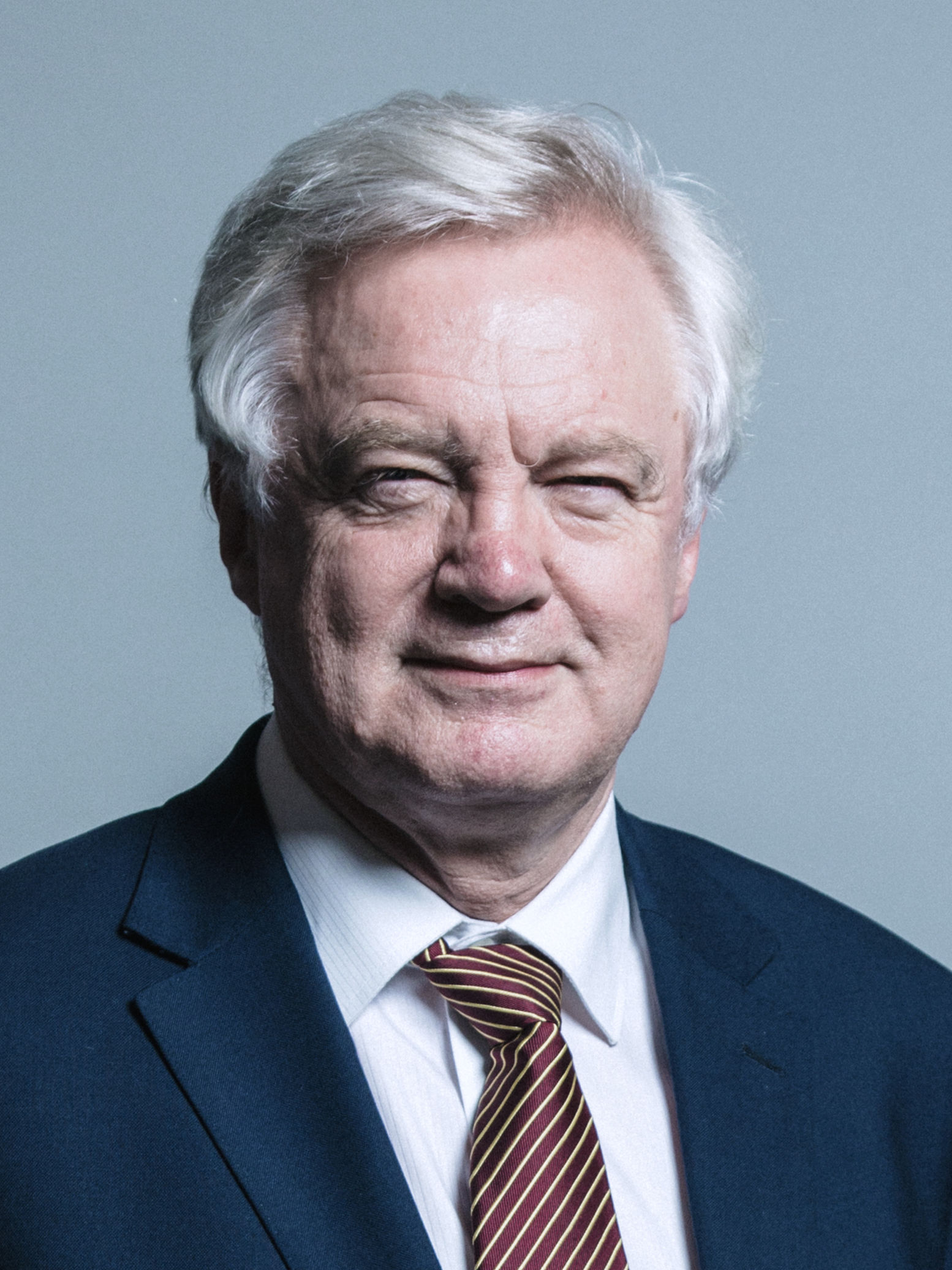

데이비드 마이클 데이비스(영어: David Michael Davis, 1948년 12월 23일 ~ )는 영국 보수당 소속 정치인으로 1997년 이래 홀텀프라이스-하우든 선거구의 국회의원을 지내고 있으며, 2016년 7월부터 2018년 7월까지 유럽연합 탈퇴부 장관을 지냈다. 그는 1987년 부트페리 선거구에 출마해 당선되었으며, 1992년 재선에 성공했다. 1994년부터 1997년까지 유럽부 장관을 지냈으며, 1997년 신년 서훈 이후 추밀원의 일원이 되었다.
남서런던 투팅의 공영주택단지 어보인 주택단지에서 자랐으며, 투팅의 베크 중학교를 졸업했다. 25세에 경영학 석사 학위를 취득했으며, 이후 테이트 & 라일에서 커리어를 시작했다. 38세 때인 1987년 처음으로 국회의원에 당선되었으며, 1994년 7월 존 메이저 총리가 그를 유럽부 장관으로 임명했다. 1997년 총선 때까지 장관직을 맡았으며, 총선 이후 보수당 총재 및 예비 부총리실 장관을 지냈다.
2003년부터 2008년까지 마이클 하워드와 데이비드 캐머런 대표 밑에서 예비 내무장관을 지냈으며, 2001년과 2005년 전당대회에 출마했으나 각각 4위와 2위로 낙선했다. 2008년 6월 12일 돌연 의원직을 사임하면서 예비내각에서 물러나게 되었는데, 이는 자신의 사임을 통해 보궐선거를 초래함으로서 당시 영국 내의 시민적 자유 퇴행 문제를 두고 토론할 기회를 마련하기 위함이었다. 그렇게 치러진 보궐선거에서 보수당 후보로 공천을 받고 당선되었다. 2012년 당 내에서 입지가 좁아지자 라이엄 폭스와 함께 보수의 목소리(Conservative Voice)를 조직해 당 내 원로 의원들의 목소리를 반영하고자 노력한 바 있다.
2016년 7월 국민투표에서 대부분이 유럽 연합에 찬성하는 결과가 나왔고, 데이비스는 테리사 메이 신임 총리 밑에서 새로 신설된 유럽연합 탈퇴부 장관으로 임명되어 브렉시트 협상에 임하게 되었다. 하지만 협상 과정에서 중간으로 밀려나게 되었고, 올리 로빈스 총리실 유럽 조언자가 협상을 대신하게 되었다.
2018년 7월 8일 메이의 브렉시트 전략 및 체커스 플랜을 비판하며 장관직을 사임했다. 이에 스티브 바커 차관과 보리스 존슨 외무장관도 덩달아 사임했다.